# Hello, Again ～在以前的某處～ (JUJU單曲)
《Hello, Again ～在以前的某處～》（日語：Hello, Again ～昔からある場所～），日本女歌手JUJU的第14張單曲，翻唱自My Little Lover的同名歌曲。2010年7月28日發行。

## 簡介
翻唱自15年前著名音樂團體My Little Lover的名曲。被用作索尼數碼相機品牌「Sony α」的電視廣告歌曲，浅野忠信和北川景子出演這個廣告。音樂錄像帶的動人故事經廣泛流傳，受到很高的評價。歌曲一開放網絡下載，下載量即突破70萬次，首週獲得絕大部分重要線上音樂銷售網站的排行榜冠軍。也成為RecoChoku第一首同時獲得手機全曲、片段下載冠軍的翻唱歌曲。
網絡下載的驚人成績使這首原先僅打算線上銷售的單曲馬上發行CD單曲版。
借助歌曲大熱的東風，JUJU將這股翻唱風潮繼續推進，決定發行翻唱專輯《JUJU的點歌本》，在官方網站上由歌迷選出希望JUJU翻唱的女聲歌曲。專輯更是銷量喜人，連續兩週取得Oricon公信榜冠軍，締造了翻唱專輯的新紀錄。

## 收錄曲目
1. Hello, Again ～在以前的某處～（Straight Cover）
作詞：KATE；作曲：藤井謙二 & 小林武史
2. Hello, Again ～在以前的某處～（Ballad Ver.）
作詞：KATE；作曲：藤井謙二 & 小林武史
3. Hello, Again ～在以前的某處～（Straight Cover）-instrumental-
4. Hello, Again ～在以前的某處～（Ballad Ver.）-instrumental-

## 外部連結
- 唱片介紹（页面存档备份，存于）